# دبلیوای‌اس‌پی-۲
دبلیوای‌اس‌پی-۲ یک ستاره است که در صورت فلکی دلفین قرار دارد.